# 宇宙怪獸卡美拉
《宇宙怪獸卡美拉》（日文原名：宇宙怪獣ガメラ）是1980年上映的日本電影，卡美拉系列電影的第8部作品，

## 登場怪獸
- 卡美拉
- 巴魯剛
- 卡歐斯
- 拜拉斯
- 基龍
- 加卡
- 吉古拉